# Francisco Martín Melgar
Francisco Martín Melgar y Rodríguez Carmona (Madrid, 31 de agosto de 1849-París, 3 de marzo de 1926), conde de Melgar, fue un político, escritor y periodista carlista español.

## Biografía

### Sexenio Revolucionario
Era hijo de Manuel Martín Melgar, vicepresidente de la Junta provincial carlista de Madrid que se organizó en el año 1870. Perteneció al núcleo de jóvenes que al estallar la Revolución de 1868 lucharon por contrarrestarla, fundando al efecto centros y periódicos para animar a los que vacilaban en adscribirse al carlismo.
Durante el Sexenio Revolucionario colaboró en El Pensamiento Español, La Esperanza, La Convicción, Altar y Trono y La Ciudad de Dios, y llegó a ejercer el cargo de director del diario madrileño La Reconquista.

### tercera guerra carlista
Cuando empezó la guerra carlista marchó al Norte, en unión de su hermano, Manuel Martín Melgar, quien sirvió en el Batallón 2.º de Castilla, en el que ingresó como Cadete, distinguiéndose en las operaciones de la línea de Somorrostro, y falleciendo en el hospital de Valmaseda, de resultas de un balazo que recibió en el combate de Mercadillo.

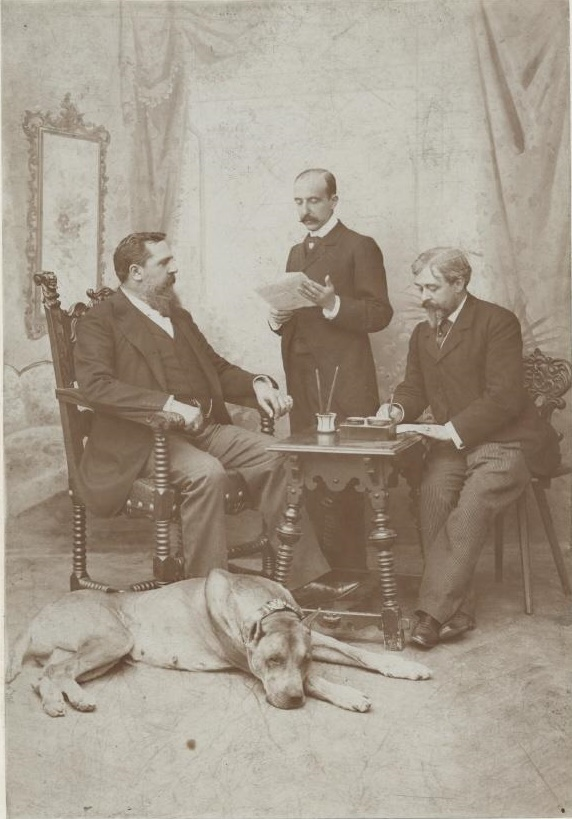
Don Carlos de Borbón, el marqués de Cerralbo y Francisco Martín Melgar con gran danés

Francisco Martín Melgar figuró en la redacción de El Cuartel Real, en cuyo periódico de campaña escribió hasta el último número de su publicación, cumpliendo entonces el arriesgado encargo que se le dio de levantar la imprenta el mismo día que entraron en Tolosa las tropas alfonsinas. Al día siguiente ingresó como voluntario en el Batallón 4.º de Guipúzcoa y entró en Francia con Don Carlos.

### Exilio
Terminada la última campaña carlista, fijó su residencia en París; colaboró en El Siglo Futuro, en L'Univers y en El Estandarte Católico, de Santiago de Chile, y desde 1880 ejerció durante veinte años consecutivos el cargo de Secretario de Don Carlos, por quien fue agraciado con el título de Conde de Melgar y a cuyo lado prestó asimismo el servicio de Gentilhombre, acompañándole constantemente en su habitual residencia de Venecia como en todos sus viajes por Europa, América y Asia, haciendo célebre en El Correo Español sus «Cartas de Venecia», primero, y luego sus «Cartas de París», donde fue a residir cuando dejó la secretaría de Don Carlos. Envió crónicas a diversos periódicos.
Tanto Don Carlos como su hijo, Don Jaime, profesaron a Melgar un profundo cariño, lo que le permitió desempeñar un papel influyente en la Comunión Tradicionalista.

## Obras
- En desagravio (1916)
- Visita de un católico español a Inglaterra (1917)
- La reconquista: a través del alma francesa (1917)
- Veinte años con don Carlos (1940)